# Discografia de Escape the Fate
A discografia do Escape the Fate, uma banda de rock americana, inclui sete álbums de estúdio, três EPs, um álbum demo, nove singles, e 11 vídeos de música.

## Álbums de estúdio
| Ano  | Detalhes do álbum                                                                   | Posições nas paradas | Posições nas paradas | Posições nas paradas | Posições nas paradas |
| Ano  | Detalhes do álbum                                                                   | US                   | US Ind.              | AUS                  | UK                   |
| ---- | ----------------------------------------------------------------------------------- | -------------------- | -------------------- | -------------------- | -------------------- |
| 2006 | Dying Is Your Latest Fashion - Lançado: 26 de Setembro de 2006 - Gravadora: Epitaph | —                    | 19                   | —                    | —                    |
| 2008 | This War Is Ours - Lançado: 21 de Outubro de 2008 - Gravadora: Epitaph              | 35                   | 2                    | 33                   | —                    |
| 2010 | Escape the Fate - Lançado: 2 de Novembro de 2010 - Gravadora: DGC/Interscope        | 25                   | 3                    | 58                   | 145                  |
| 2013 | Ungrateful - Lançado: Abril á maio de 2013 - Gravadora: Eleven Seven Music          | —                    | —                    | —                    | —                    |
| 2015 | Hate Me - Lançado: 30 de outubro de 2015 - Gravadora: Eleven Seven Music            | —                    | —                    | —                    | —                    |
| 2018 | I Am Human - Lançado: 30 de março de 2018 - Gravadora: Eleven Seven Music           | —                    | —                    | —                    | —                    |
| 2021 | Chemical Warfare - Lançado: 16 de Abril de 2021 - Gravadora: Better Noise Music     | —                    | —                    | —                    | —                    |
| 2023 | Out of the Shadows - Lançado: 1 de setembro de 2023 - Gravadora: Big Noise          | —                    | —                    | —                    | —                    |

## EPs
| Ano  | Datalhes do álbum                                                                                   |
| ---- | --------------------------------------------------------------------------------------------------- |
| 2006 | There's No Sympathy for the Dead - Lançado: 23 de Maio de 2006 - Gravadora: Epitaph - Formato: CD   |
| 2007 | Situations EP - Lançado: 20 de Novembro de 2007 - Gravadora: Epitaph - Formato: Download digital    |
| 2010 | Issues Remixes - Lançado: 11 de Janeiro de 2011 - Gravadora: Interscope - Formato: Download digital |

## Demos
| Ano  | Detalhes do álbum                                                          |
| ---- | -------------------------------------------------------------------------- |
| 2005 | Escape the Fate - Lançado: Setembro de 2005 - Gravadora: N/A - Formato: CD |

## Outras músicas
| Ano  | Música   | Álbum           |
| ---- | -------- | --------------- |
| 2009 | "Smooth" | Punk Goes Pop 2 |